# Esquirol de Nayarit
L'esquirol de Nayarit (Sciurus nayaritensis) és una espècie de rosegador de la família dels esciúrids. Viu a Mèxic i els Estats Units, on se'l troba a altituds d'entre 1.560 i 2.700 msnm. Els seus hàbitats naturals són els boscos mixtos de coníferes i els boscos de roures i pins. Es creu que no hi ha cap amenaça significativa per a la supervivència d'aquesta espècie, tot i que és objecte de caça a escala local.